# توم دافنبورت
توم دافنبورت (بالإنجليزية: Tom Davenport)‏ هو مخرج أمريكي، ولد في 13 يونيو 1939.

## وصلات خارجية
- توم دافنبورت على موقع IMDb (الإنجليزية)